# Mohammad Taqi Danesh Pajouh
Mohammad Taqi Danesh Pajouh (en persan : محمد تقى دانش پژوه) est un savant iranien né en 1911 à Nandal, un village proche d'Amol dans le Mazandaran (Iran). Il était éditeur de textes arabes et persans, bibliographe, historiographe, spécialiste mondialement connu par ses catalogues de manuscrits arabes et persans. Il meurt le 17 décembre 1996 à Téhéran.